# Фонино
Фонино — деревня в Шекснинском районе Вологодской области.
Входит в состав сельского поселения Ершовского, с точки зрения административно-территориального деления — в Ершовский сельсовет.
Расстояние по автодороге до районного центра Шексны — 36,1 км, до центра муниципального образования Ершово — 11,1 км. Ближайшие населённые пункты — Сосновка, Сологость, Заболотье.
По переписи 2002 года население — 2 человека.